# 우시보리정
우시보리정(牛堀町)은 이바라키현 나메가타군에 설치되었던 정이다. 현재의 이타코시에 해당한다. 이타코정의 통근율은 13.4 %이며 후가쿠 36경을 그린 곳으로 알려져있다.

## 지리
이바라키 현의 남동부 가스미가우라의 동쪽 끝에 위치하고 있었다.현재의 우시라이시 우시보리·우에토·시미즈·시마스·나가야마·호리노우치·모테기의 각 지역이 구 우시보리 정역에 해당한다.

## 역사
- 1955년 4월 1일 - 가스미촌, 야시로촌과 합병해 우시보리촌이 성립하였다.
  - 11월 3일 - 정으로 승격하였다.
- 2001년 4월 1일 우시보리정은 이타고정에 편입과 동시에 이타고시가 승격해  소멸하였다.

## 교통

### 도로
- 국도 제51호선
- 국도 제355호선